# Tysfjord
Tysfjord là một đô thị ở tỉnh Nordland phía đông Hà Lan. 
Tysfjord  là một phần của quận truyền thống Ofoten. Trung tâm hành chính của đô thị là làng Kjøpsvik. Các làng khác bao gồm Drag, Hundholmen, Korsnes, Musken, Rørvika, Skarberget và Storå.
Tysfjord có một lượng dân Lule Sami rất lớn. Trung tâm Árran Lule Sami nằm trong làng Drag. Với ngôn ngữ Na Uy và ngôn ngữ của ngôn ngữ Lule Sami là ngôn ngữ chính thức của đô thị, Tysfjord là đô thị duy nhất ở Na Uy, nơi các diễn giả của Lule Sami theo lý thuyết có thể nói ngôn ngữ đó với các quan chức, mặc dù điều này chưa hoàn toàn thành công.